# 傑弗里·戈德斯通
傑弗里·戈德斯通（英語：Jeffrey Goldstone，1933年9月3日—），英國曼徹斯特出生的理論物理學家，任職於麻省理工學院理論物理中心（MIT Center for Theoretical Physics）。

## 生平
直到1977年為止，他在英國劍橋大學工作。他以南部-戈德斯通定理而聞名。他目前正在進行量子計算機研究。

## 外部連結
- 傑弗里·戈德斯通在數學譜系計畫的資料。